# Cyartonematidae
Famille
Les Cyartonematidae sont une famille de nématodes chromadorés de la super-famille des Desmoscolecoidea (ordre des Desmoscolecida).

## Liste des genres
Selon World Register of Marine Species (2 décembre 2024) :
- Cyartonema Cobb, 1920
- Cyartonemoides Thanh & Gagarin, 2011
- Paraterschellingia Kreis in Schuurmans-Stekhoven, 1935

## Systématique
Le nom valide complet (avec auteur) de ce taxon est Cyartonematidae Tchesunov (d), 1989.
NCBI considère qu'il y a un classement incertain (incertae sedis) du genre Cyartonema dans l'ordre des Monhysterida.

### Publication originale
- (en) A. V. Tchesunov, « The genus Cyartonema Cobb, 1920 (Nematoda, Chromadoria): morphological peculiarity, new diagnosis and description of three species from th White Sea », Zoologicheskii Zhurnal, Russie, vol. 68, no 11,‎ 1989, p. 5-16 (ISSN 0044-5134).